# Crazy in Love (film)
Crazy in Love, originaltitel Mozart and the Whale, är en film från 2005 som är regisserad av Petter Næss och skriven av Ronald Bass. Josh Hartnett och Radha Mitchell spelar Donald och Isabelle, ett par som har Aspergers syndrom.

## Om filmen
Filmen är delvis byggd på historien om Jerry Newport och hans fru Mary. De skrev en bok om sina liv och sin kärlekshistoria, Mozart och valen (Mozart and the Whale). Manusförfattaren Ron Bass var också en av manusförfattarna till filmen Rain Man.

## Rollista (urval)
- Josh Hartnett - Donald Morton
- Radha Mitchell - Isabelle Sorenson
- Gary Cole - Wallace
- Erica Leerhsen - Bronwin
- John Carroll Lynch - Gregory
- Robert Wisdom - Blume